# Konstantinos Georgakopoulos

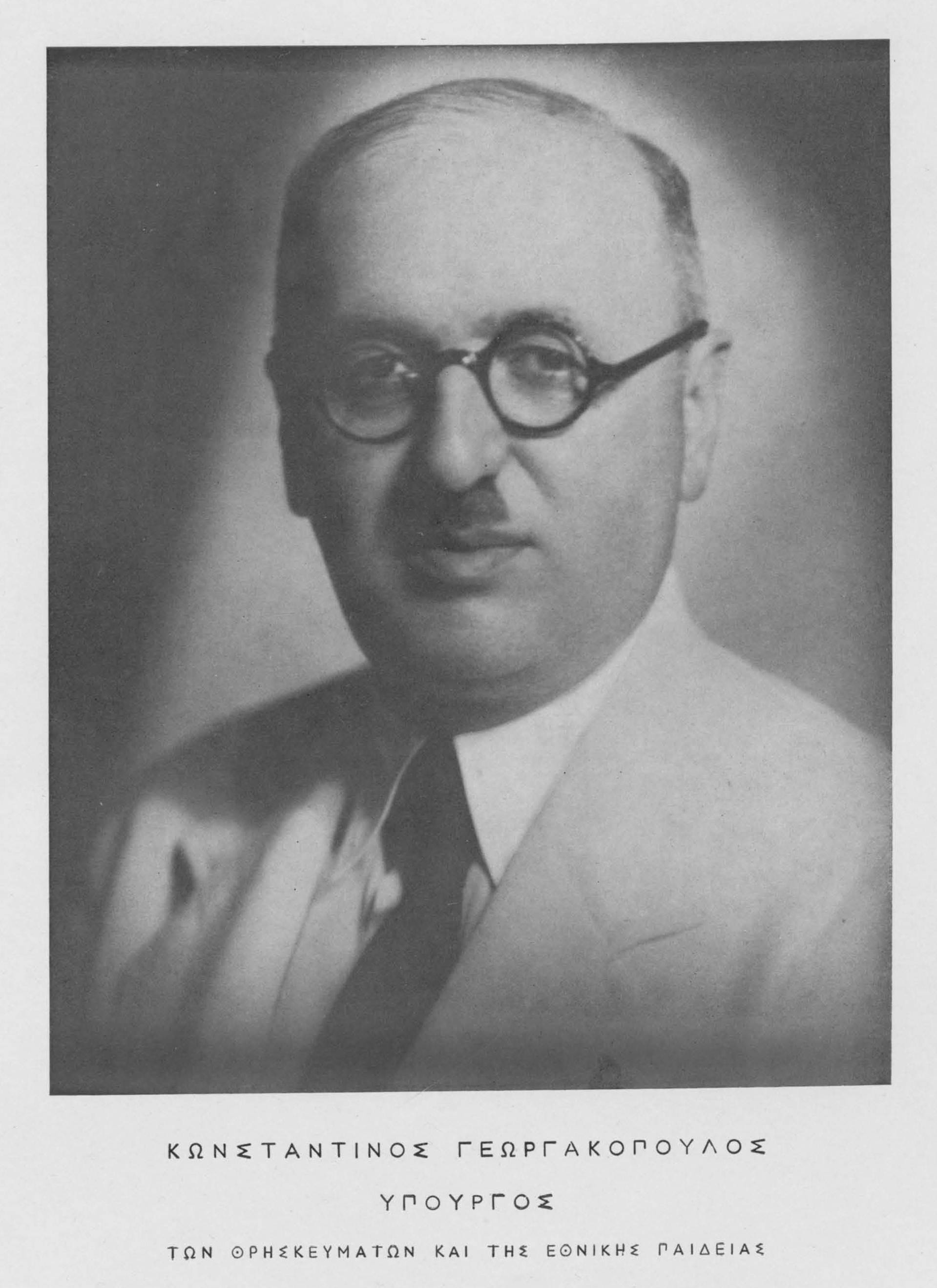
Konstantinos Georgakopoulos

Konstantinos Georgakopoulos (Grieks: Κωνσταντίνος Γεωργακόπουλος; Tripoli, 26 december 1890 - Athene, 26 juli 1973) was een Grieks rechter, politicus en eerste minister.

## Levensloop
Georgakopoulos werd geboren in de Griekse stad Tripoli en studeerde rechten aan de Universiteit van Athene. In 1915 werd hij rechter van een militaire rechtbank. In 1923 verliet hij het militair rechtssysteem met de titel van kolonel. Vervolgens was hij tot in 1951 docent procesvoering aan de Universiteit van Athene.
In 1928 werd hij lid van de Griekse Volkspartij. Voor deze partij was hij van 1935 tot 1936 vice-staatssecretaris in de regeringen van respectievelijk Konstantinos Demertzis en Ioannis Metaxas. In de regering van die laatste was hij van 1936 tot 1938 tevens minister van Onderwijs. In 1948 werd Georgakopoulos voorzitter van de Griekse Rode Kruis.
Van 5 maart tot 17 mei 1958 was hij eerste minister en minister van Binnenlandse Zaken in een voorlopige regering.
- Gemeinsame Normdatei: 1076348440
- Virtual International Authority File: 317278346
- WorldCat: E39PBJgd7PgcDR8md9jyh9jcT3